# Unidad de Desarrollo de Control Aéreo Avanzado
La Unidad de Desarrollo de Control Aéreo Avanzado (UDCAA) fue una unidad de la Real Fuerza Aérea de Australia  encargada de la capacitación en control aéreo avanzado para los pilotos de la RAAF. Se formó en 2002 de Escuadrón n.º 76 C Vuelo y se fusionó con el Proyecto de la RAAF de Tácticas Especiales, el 3 de julio de 2009 para formar el Escuadrón n.º 4.